# Češka vaterpolska reprezentacija
Češka vaterpolska reprezentacija predstavlja državu Češku u međunarodnom muškom vaterpolu. Nema nijedan nastup ni na jednom velikom natjecanju.

## Kvalifikacije za EP 2014.
- Češka -  Slovačka 3:12
- Češka -  Poljska 5:8
- Velika Britanija -  Češka 17:4
- Gruzija -  Češka 16:5